# Elkalyce ultramarina
Elkalyce ultramarina är en fjärilsart som beskrevs av Beuret 1964. Elkalyce ultramarina ingår i släktet Elkalyce och familjen juvelvingar. Inga underarter finns listade i Catalogue of Life.